# Liste des distinctions de Benedict Cumberbatch
Cet article recense la liste des distinctions de l'acteur britannique Benedict Cumberbatch.
Il a entre autres reçu un Laurence Olivier Award du meilleur acteur pour Frankenstein, le BAFTA/LA de l'acteur de l'année 2013 pour ses « interprétations magistrales à la télévision, au cinéma et au théâtre », un Primetime Emmy Award pour Sherlock, cinq nominations aux Primetime Emmy Awards dont une pour son rôle dans Parade's End, une nomination a l'Oscar du meilleur acteur pour son rôle d'Alan Turing dans Imitation Game, six nominations aux BAFTA dont une pour son rôle dans La Taupe, cinq nominations aux Screen Actors Guild Awards et deux nominations aux Golden Globes.
Par ailleurs, il est fait commandeur dans l'ordre de l'Empire britannique (CBE) par la reine Élisabeth II pour services rendus aux arts britanniques et pour ses activités caritatives en juin 2015.

## Distinctions
- 2015 : commandeur dans l'ordre de l'Empire britannique (CBE)

### Récompenses
- Festival de télévision de Monte-Carlo 2004[2] : Nymphe d'or du meilleur acteur dans un téléfilm dramatique pour Hawking

- Ian Charleson Awards 2005[3] : Troisième prix pour Heda Gabler

- Festival de télévision de Monte-Carlo 2006[4] : Nymphe d'or du meilleur acteur dans un téléfilm dramatique pour To the Ends of the Earth (en)

- Crime Thriller Awards 2010[5] : Meilleur acteur pour Sherlock

- Broadcasting Press Guild Awards 2011[6] : Meilleur acteur dans une série dramatique pour Sherlock
- Critics' Circle Theatre Awards 2011[7] : Meilleur acteur pour Frankenstein
- Evening Standard Theatre Awards 2011[8] : Meilleur acteur pour Frankenstein, partagé avec Jonny Lee Miller

- Central Ohio Film Critics Association Awards 2012[9] : Meilleure distribution pour La Taupe, partagé avec Gary Oldman, Mark Strong, John Hurt, Toby Jones, David Dencik, Ciarán Hinds, Colin Firth, Kathy Burke, Stephen Graham, Simon McBurney, Tom Hardy, Svetlana Khodchenkova et William Haddock.
- Crime Thriller Awards 2012[10] : Meilleur acteur pour Sherlock
- Critics' Choice Television Awards 2012[11] : Meilleur acteur pour Sherlock
- Laurence Olivier Awards 2012[12] : Meilleur acteur pour Frankenstein, partagé avec Jonny Lee Miller
- Satellite Awards 2012[13] : Meilleur acteur pour Sherlock
- TV Quick Awards 2012[14] : Meilleur acteur pour Sherlock

- BAFTA/LA 2013[15] : Artiste britannique de l'année pour ses « interprétations magistrales à la télévision, au cinéma et au théâtre »
- Broadcasting Press Guild Awards 2013[16] : Meilleur acteur dans une série dramatique pour Parade's End et Sherlock
- Festival du film de Capri 2013[17] : Meilleure distribution pour Un été à Osage County, partagé avec Meryl Streep, Julia Roberts, Sam Shepard, Margo Martindale, Abigail Breslin, Chris Cooper, Julianne Nicholson, Misty Upham, Juliette Lewis, Ewan McGregor et Dermot Mulroney
- Festival du film de Hollywood 2013[18] : Meilleure distribution pour Un été à Osage County (partagé)[n 1]

- BIFA 2014[19] : Variety Award
- Festival du film de Hollywood 2014[20] : Meilleur acteur pour Imitation Game
- National Television Awards 2014[21] : Meilleur détective à la télévision pour Sherlock
- Primetime Emmy Awards 2014[22] : Meilleur acteur dans une mini-série ou un téléfilm pour Sherlock
- TV Quick Awards 2014[14] : Meilleur acteur pour Sherlock

- Whatsonstage Awards (en) 2016[23] : Meilleur acteur pour Hamlet

- South Bank Sky Arts Awards (en) 2018[24] : prix pour réalisations exceptionnelles dans les arts (The Outstanding Achievement in the Arts Award)
- British Academy Television Awards 2019 : Meilleur acteur dans une mini-série ou un téléfilm pour Patrick Melrose
- Atlanta Film Critics Circle Awards 2021 : meilleur acteur pour The Power of the Dog
- Boston Online Film Critics Association 2021 : Boston Online Film Critics Association du meilleur acteur pour The Power of the Dog
- Chicago Film Critics Association Awards 2021 : meilleur acteur pour The Power of the Dog
- Dallas-Fort Worth Film Critics Association Awards 2021 : meilleur acteur pour The Power of the Dog
- Dublin Film Critics Circle Awards 2021 : meilleur acteur pour The Power of the Dog
- Indiewire Critics' Poll 2021 : meilleur acteur pour The Power of the Dog
- Nevada Film Critics Society Awards 2021 : meilleur acteur pour The Power of the Dog
- New York Film Critics Circle Awards 2021 : meilleur acteur pour The Power of the Dog
- New York Film Critics Online Awards 2021 : meilleur acteur pour The Power of the Dog
- Philadelphia Film Critics Circle Awards 2021 : meilleur acteur pour The Power of the Dog
- Phoenix Critics Circle Awards 2021 : meilleur acteur pour The Power of the Dog
- Phoenix Film Critics Society Awards 2021 : meilleur acteur pour The Power of the Dog
- Portland Critics Association Awards 2021 : meilleur acteur pour The Power of the Dog
- Southeastern Film Critics Association Awards 2021 : meilleur acteur pour The Power of the Dog
- Festival international du film de Toronto 2021 :  Prix Tribute (TIFF Tribute Actor Award)
- Alliance of Women Film Journalists Awards 2022 : meilleur acteur pour The Power of the Dog
- Australian Academy of Cinema and Television Arts Awards 2022 : Meilleur acteur pour The Power of the Dog
- Chlotrudis Awards 2022 : Meilleur acteur pour The Power of the Dog
- Columbus Film Critics Association Awards 2022 : 
  - Meilleur acteur pour The Power of the Dog
  - Acteur de l'année pour La Vie extraordinaire de Louis Wain, pour Désigné coupable, pour The Power of the Dog et pour Spider-Man: No Way Home
- Denver Film Critics Society Awards 2022 : meilleur acteur pour The Power of the Dog
- Días de Cine Awards 2022 : meilleur acteur étranger pour The Power of the Dog
- Houston Film Critics Society Awards 2022 : meilleur acteur pour The Power of the Dog
- Kansas City Film Critics Circle Awards 2022 : meilleur acteur pour The Power of the Dog
- London Critics Circle Film Awards 2022 : acteur de l'année pour The Power of the Dog
- North Carolina Film Critics Association Awards 2022 : meilleur acteur pour The Power of the Dog
- North Dakota Film Society Awards 2022 : meilleur acteur pour The Power of the Dog
- Oklahoma Film Critics Circle Awards 2022 : meilleur acteur pour The Power of the Dog
- Online Film & Television Association Awards 2022 : meilleur acteur pour The Power of the Dog
- Online Film Critics Society Awards 2022 : meilleur acteur pour The Power of the Dog
- San Francisco Bay Area Film Critics Circle 2022 : meilleur acteur pour The Power of the Dog
- Sant Jordi Awards 2022 : meilleur acteur étranger pour The Power of the Dog
- Festival international du film de Santa Barbara 2022 : Prix Cinema Vanguard.
- 26e cérémonie des Satellite Awards 2022 : Meilleur acteur pour The Power of the Dog
- Seattle Film Critics Society Awards 2022 : meilleur vilain pour The Power of the Dog
- SESC Film Festival 2022 : meilleur acteur étranger pour The Power of the Dog
- Western Heritage Awards 2022 : Prix Bronze Wrangler du meilleur film pour The Power of the Dog partagé avec Kirsten Dunst, Jane Campion et Thomas Savage.

### Nominations
- Ian Charleson Awards 2001[25] : Meilleur acteur pour Peines d'amour perdues

- British Academy Television Awards 2005[26] : Meilleur acteur pour Hawking
- Laurence Olivier Awards 2005[27] : Meilleur acteur dans un second rôle pour Hedda Gabler

- London Film Critics Circle Awards 2006[28] : Meilleur espoir britannique dans Amazing Grace

- Satellite Awards 2008[29] : Meilleur acteur dans une mini-série ou un téléfilm pour The Last Enemy

- British Academy Television Awards 2010[30] : Meilleur acteur dans un second rôle pour Small Island (en)
- Evening Standard Theatre Awards 2010[31] : Meilleur acteur pour After the Dance (en) de Thea Sharrock
- Satellite Awards 2010[32] : Meilleur acteur dans une mini-série ou un téléfilm pour Sherlock

- BATA 2011[26] : Meilleur acteur pour Sherlock
- BIFA 2011[33] : Meilleur acteur dans un second rôle pour La Taupe
- National Television Awards 2011[34] : Meilleur acteur pour Sherlock
- TV Quick Awards 2011[14] : Meilleur acteur pour Sherlock
- Whatsonstage Awards (en) 2011[35] : Meilleur acteur pour After The Dance

- BATA 2012[26] : Meilleur acteur pour Sherlock
- Primetime Emmy Awards 2012[22] : Meilleur acteur pour Sherlock : épisode Un scandale à Buckingham

- Critics' Choice Television Awards 2013[36] : Meilleur acteur pour Parade's End
- Golden Globes 2013[37] : Meilleur acteur pour Sherlock
- National Television Awards 2013[38] : Meilleur acteur pour Sherlock et Parade's End
- Phoenix Film Critics Society Awards 2013[39] : Meilleure distribution pour Un été à Osage County (partagé)[n 1] et Twelve Years a Slave (partagé)[n 2]
- Primetime Emmy Awards 2013[22] : Meilleur acteur pour Parade's End
- Satellite Awards 2013[40] : Meilleur acteur pour Parade's End

- BIFA 2014[19] : Meilleur acteur pour Imitation Game
- Central Ohio Film Critics Association Awards 2014[41] :
  - Meilleure distribution pour Twelve Years a Slave (partagé)[n 2]
  - Acteur de l'année pour Un été à Osage County, Twelve Years a Slave, Star Trek Into Darkness, Le Cinquième Pouvoir et Le Hobbit : La Désolation de Smaug
- Critics' Choice Movie Awards 2014[42] : Meilleure distribution pour Un été à Osage County (partagé)[n 1] et Twelve Years a Slave (partagé)[n 2]
- Critics' Choice Television Awards 2014[43] : Meilleur acteur pour Sherlock
- Festival de télévision de Monte-Carlo 2014[44] : Nymphe d'or du meilleur acteur dans un téléfilm pour Sherlock
- International Online Film Critics' Poll Awards 2014[45] : Meilleur acteur pour Imitation Game
- MTV Movie Awards 2014[46] : Meilleur méchant pour Star Trek Into Darkness
- Saturn Awards 2014[47] : Meilleur acteur dans un second rôle pour Star Trek Into Darkness
- Screen Actors Guild Awards 2014[48] : Meilleure distribution pour Un été à Osage County[n 1] et Twelve Years a Slave (partagé)[n 2]
- St. Louis Film Critics Association Awards 2014[49] : Meilleur acteur pour Imitation Game
- Phoenix Film Critics Society Awards 2014[50] : Meilleur acteur pour Imitation Game

- AACTA Awards 2015[51] : Meilleur acteur pour Imitation Game
- BAFTA 2015[52] : Meilleur acteur pour Imitation Game
- BATA 2015[53] : Meilleur acteur pour Sherlock
- Critics' Choice Movie Awards 2015[54] :
  - Meilleur acteur pour Imitation Game
  - Meilleure distribution pour Imitation Game, partagé avec Matthew Beard, Charles Dance, Matthew Goode, Rory Kinnear, Keira Knightley, Allen Leech et Mark Strong
- Golden Globes 2015[55] : Meilleur acteur pour Imitation Game
- Oscars 2015[56] : Meilleur acteur pour Imitation Game
- Satellite Awards 2015[57] : Meilleur acteur pour Imitation Game
- Screen Actors Guild Awards 2015[58] :
  - Meilleur acteur dans une minisérie pour Sherlock
  - Meilleur acteur dans un film pour Imitation Game
  - Meilleure distribution pour Imitation Game (partagé)[n 3]

- Laurence Olivier Awards 2016[59] : Meilleur acteur pour Hamlet
- Primetime Emmy Awards 2016[22] : Meilleur acteur dans un téléfilm pour Sherlock : L'Effroyable Mariée.
- Critics' Choice Movie Awards 2016[60] : meilleur acteur dans un film d'action pour Doctor Strange

- Saturn Awards 2017[61] : meilleur acteur dans un film pour Doctor Strange
- BATA 2017[62] : meilleur acteur dans une série pour The Hollow Crown : Richard III
- Primetime Emmy Awards 2017[22] : meilleur acteur dans un téléfilm pour Sherlock : Le Détective affabulant
- Screen Actors Guild Awards 2017[63] : meilleur acteur dans une minisérie pour Sherlock

- Primetime Emmy Awards 2018[64] pour Patrick Melrose :
  - Meilleur acteur dans une minisérie
  - Meilleure distribution pour une minisérie, partagé avec Rachael Horovitz, Michael Jackson, Adam Ackland, Helen Flint et Stephen Smallwood

- Oscars 2022 : Meilleur acteur pour The Power of the Dog
- Screen Actors Guild Awards 2022 : Meilleur acteur pour The Power of the Dog
- Seattle Film Critics Society Awards 2022 : meilleur acteur pour The Power of the Dog
- Toronto Film Critics Association Awards 2022 : meilleur acteur pour The Power of the Dog
- Critics' Choice Super Awards 2023 : meilleur acteur pour Doctor Strange in the Multiverse of Madness